# Сен-Мишель-д’Оранс
Сен-Мише́ль-д’Ора́нс (фр. Saint-Michel-d'Aurance, окс. Sant Michel d'Aurance) — коммуна во Франции, находится в регионе Рона — Альпы. Департамент коммуны — Ардеш. Входит в состав кантона Ле-Шейлар. Округ коммуны — Турнон-сюр-Рон.
Код INSEE коммуны — 07276.

## Население
Население коммуны на 2008 год составляло 240 человек.
| 1962 | 1968 | 1975 | 1982 | 1990 | 1999 | 2008 |
| ---- | ---- | ---- | ---- | ---- | ---- | ---- |
| 178  | 218  | 155  | 163  | 185  | 222  | 240  |

## Экономика
В 2007 году среди 139 человек в трудоспособном возрасте (15—64 лет) 109 были экономически активными, 30 — неактивными (показатель активности — 78,4 %, в 1999 году было 71,3 %). Из 109 активных работали 104 человека (55 мужчин и 49 женщин), безработных было 5 (3 мужчин и 2 женщины). Среди 30 неактивных 9 человек были учениками или студентами, 12 — пенсионерами, 9 были неактивными по другим причинам.